# Гуссаковский, Пётр Назарьевич
Пётр Наза́рьевич Гуссако́вский (1847 — январь-февраль 1920) — правовед, сенатор, действительный тайный советник.

## Биография
Из дворян.
В 1868 году окончил юридический факультет университета Св. Владимира со степенью кандидата прав.
29 октября 1869 года начал службу кандидатом на судебные должности при прокуроре Одесского окружного суда, а затем последовательно занимал должности: секретаря при прокуроре Кишиневского окружного суда, судебного следователя того же суда и товарища прокурора, откомандированного для исполнения этих обязанностей в округ Одесского окружного суда. Пробыв в последней должности более пяти лет, временно оставил службу по домашним обстоятельствам, причислился к Министерству юстиции и поселился в имении своей жены в Екатеринославской губернии, где принял деятельное участие в местной общественной жизни, в качестве почетного мирового судьи и гласного Верхнеднепровского уездного земского собрания.
В 1885 году был назначен чиновником за обер-прокурорским столом в 1-й департамент Правительствующего Сената и сначала исполнял обязанности обер-секретаря того же департамента, а затем был откомандирован для занятий в законодательном отделе Министерства юстиции. В 1891 году был назначен на должность товарища обер-прокурора 2-го департамента Сената и в этой должности оставался до 1898 года, когда назначен был старшим юрисконсультом Министерства юстиции, а вскоре и членом консультации, при Министерстве юстиции учрежденной. За время службы принимал участие в работах различных комиссий, среди которых: по устройству Черноморского побережья, по устройству Квантунского полуострова, по пересмотру судебных уставов и многих других. Сверх того, в 1900 году, в качестве делегата от Министерства юстиции, принимал участие в работах III Международной конференции в Гааге по вопросам частного международного права.
31 января 1901 года назначен к присутствованию в Гражданском кассационном департаменте Сената, с производством в тайные советники. Наряду с обязанностями сенатора, с 1907 года, состоял, по Высочайшему повелению, членом Особого совещания для разрешения, вызванных обстоятельствами русско-японской войны претензий к казне, непредусматриваемых действующим законодательством, а в 1908 году был назначен членом Особого присутствия Государственного совета для предварительного рассмотрения всеподданнейших жалоб на определения Сената. В 1902 году, по Высочайшему повелению, составил «Историю Министерства юстиции с 1802 по 1902 год».
Помимо службы, поместил целый ряд статей по различным отраслям права в «Журнале Министерства Юстиции», среди которых: «Наследственное право по проекту Гражданского уложения», «Третья Гаагская конференция по вопросам частного международного права», «Проект нового положения о крестьянах», «Право на недра земли» и другие. Наконец, в 1909 году под его редакцией вышли в свет два справочных издания «Законы Гражданские» и «Устав Гражданского Судопроизводства» с объяснениями по решениям Гражданского кассационного департамента и общих собраний его с другими департаментами Сената.
В 1916—1917 годах исправлял должность обер-прокурора Гражданского кассационного департамента Сената. 1 января 1917 года пожалован в действительные тайные советники. После Февральской революции вместе с семьей выехал в Киев. После того, как 15 декабря 1919 года в Киев начали входить части Красной армии, Петр Назарьевич с супругой, дочкой, зятем и внучкой Еленой Владимировной Ставровской (1901—1995) выехали поездом в Одессу, где у них была дача. Внук Петра Назарьевича — Борис Владимирович Ставровский (1898—1960), будучи выпускником Пажеского корпуса 1917 г. и офицером л.-гв. Семеновского полка был эвакуирован из Киева в вагоне организации «Красный крест» и вывезен в Англию, откуда, с осени 1919, присоединился к Белому движению в звании поручика в составе 1-го Егерского батальона штаба 2-й армии. Участник Сибирского Ледяного похода, на 1920 состоял при штабе 1-й сводной стрелковой дивизии ген. Кругельского. В эмиграции к дек. 1926 в Тонкине, 1928—1938 в Сеуле (Корея). Член полкового объединения. К 1941 член Офицерского собрания в Шанхае, к фев. 1954 в Калифорнии (США). Ум. 1960 г.
Территория по которой пролегал путь поезда постоянной переходила из рук в руки противоборствующих сторон, что существенно осложняло передвижение. Весь путь из Киева в Одессу составил почти два месяца. В один из дней этого путешествия, во время налета на поезд очередной банды, у Петра Назарьевича не выдержало сердце и он скончался в начале 1920 года. Из дверей вагона, на скорую руку, был сделан гроб, и бывший Сенатор был захоронен в чистом поле, возле самой железнодорожной насыпи.
Был женат на дворянке Елене Павловне Савенко. Дети: сын Алексей, был женат на Камилле Паризо-де-ла-Валлет, дочь София (р. 1875—1944), замужем за Владимиром Дмитриевичем Ставровским (1869—1943) (из потомственных дворян Екатеринославской губернии), работал следователем по особо важным делам, вел дело «О смерти Г.Распутина».

## Награды
- Орден Святого Станислава 1-й ст. (1898);
- Высочайшее благоволение (1899);
- Орден Святой Анны 1-й ст. (1901);
- Орден Святого Владимира 2-й ст. (1906);
- Орден Белого Орла (1911);
- Орден Святого Александра Невского (1914).
- медаль «В память царствования императора Александра III»
- медаль «В память 300-летия царствования дома Романовых»
- Знак «в память 200-летия Правительствующего Сената»

## Сочинения
- Министерство юстиции за сто лет. 1802—1902. Исторический очерк. — Санкт-Петербург, 1902.
- Вознаграждение за вред, причиненный недозволенными деяниями. — Санкт-Петербург, 1912.
- Ответственность за неисполнение договоров. — Санкт-Петербург, 1913.
- Вопросы акционерного права. — Петроград, 1915.
- Договоры между отсутствующими. — Петроград, 1916.